# غريغ فيشر
غريغ فيشر (بالإنجليزية: Greg Fischer)‏ هو سياسي أمريكي، ولد في 14 يناير 1958 في الولايات المتحدة. حزبياً، نشط في الحزب الديمقراطي.